# JJ (Band)
JJ ist ein schwedisches Indie-Pop-Duo bestehend aus Joakim Benon und Elin Kastlander.

## Geschichte
2009 erschien ihr erstes Werk jj n°1, eine Auskopplung aus dem wenige Monate später erscheinenden Album jj n°2. 2010 folgte das Album jj n°3, welches ebenfalls unter dem Label Sincerely Yours erschien. Ab März 2010 ging JJ mit der britischen Band The xx in den USA auf Tour. Das Lied My Life, aus dem Album jj n°3, unterlegt den Gameplaytrailer zu dem Electronic Arts Spiel Battlefield 3.

## Diskografie

### Alben
- jj n° 2 (2009)
- jj n° 3 (2010)
- jj n° 5 (2014)

### Singles
- jj n° 1 (2009)